# 吉田和弘
吉田 和弘（よしだ かずひろ、1958年 - ）は、日本の医学者。広島県生まれ。専門は食道がん、胃がん、大腸がん、肝胆膵腫瘍などの消化器がんの治療。

## 人物
1984年より腫瘍外科医としてキャリアを開始。分子病理学の研究やイギリス留学を経て、2007年岐阜大学大学院腫瘍制御学講座腫瘍外科学分野教授に就任。鏡視下手術などの低侵襲外科手術をこなすのみならず、集学的治療を駆使し、初診時に手術が難しいと診断された患者さんにも根治手術の施行に尽力している。2018年より岐阜大学医学部附属病院・病院長。
2001年、自身の母親が末期の胃がんを患ったが、当時の上司である教授に許可をもらい、自分自身主治医として治療を行ったが、「病室の長椅子で、主治医として、そして家族として、寝泊まりを続ける日々」であったと、主催した第57回日本癌治療学会学術集会の会長講演でその当時の模様が語られた。また、ある夜、母親のベッドを背にうとうとしていたとき、偶然に聞こえた看護師さんとの会話で、「『吉田先生も毎日こちらに泊まられて、大変ですね』という看護師さんの言葉に対し『だって、もうあとわずかしか一緒にいられないんだもん』との母親の答えに、私は、寝たふりをしていましたが、溢れる涙を止めることができませんでした。母が患者として全てを受け入れて、また、それを悟られないように、家族に心配をかけないようにしているという思いをひしひしと感じたのです。そして、これまでの感謝の気持ちと、『自分自身が専門とするように仰せつかった胃がんを母が患い、しかも手術のできない状態でしか発見できなかった』という思いと検診の重要性を改めて感じました。私は、患者さんやそのご家族にお話ししていたことを自分の家族にはしてやれなかったこと、まだまだ親孝行もできていないのに、という悔しい思いに、胸が張り裂けそうになりました。母は、自分の死期を自覚していたようです。いつも、私が目を覚ますのを待って、『体を起こして』と頼みます。少しでも息子に無理をかけないようにという思いと、家族に心配をかけないようにという配慮からでしょう。誰がどう見ても余命幾ばくもないとわかるのに、『こんなに調子がよいなら、家に帰ることができるかもしれないね』と言います。しかしながら、短い療養期間でも親子として、死というものを前提に感謝や思いをお互い伝えることができました。それが故に、母の最期は、とても穏やかなものでした。私自身、患者の家族として、心穏やかに母の最期を見送ることができたのです。改めて、がんの患者を抱える家族として、これこそが重要であると理解することができました。『私も、こんな最期でありたい』と思いました」と、治療者であると同時にがん患者さんの家族でもあるという複雑な心境を赤裸々に語った。
イギリスオックスフォード大学・ジョンラドクリフ病院への留学経験もあり、英語が非常に堪能。また、愛犬家であり、「2000年、夢であったゴールデン・レトリバー、我が家の愛犬 Qoo チャンが家族として加わった」、「2012年5月10日に我が家の愛犬 Qoo チャンがこの世を去った。子供達が中学生、小学生の頃から、2 人ともが大学に入学するのも見てくれた。両親の臨終も見てくれた、小生の山有り谷有りの人生を共に味わい、広島から岐阜にも来てくれた。家内の一番の話し相手であった」、「2013年、2代目のゴールデンレテトリバー CoCo チャンが新たな家族に加わった」とホームページに紹介されている。

## 経歴
- 1977年 修道高等学校卒業[1]
- 1984年
  - 広島大学医学部卒業
  - 1984年 広島大学原爆放射能医学研究所外科入局
- 1985年 松山赤十字病院外科
- 1987年 広島大学大学院入学（広島大学医学部第1病理 田原榮一教授に師事）
- 1990年 広島大学大学院外科系専攻卒業 医学博士
- 1992年 広島大学原爆放射線医学研究所外科 助手
- 2002年 広島大学附属病院（原医研）講師
- 2007年 岐阜大学大学院腫 瘍制御学講座 腫瘍外科学分野 教授
- 2008年 岐阜大学医学部附属病院がんセンター長 併任
- 2010年 岐阜大学医学部附属病院 副院長・手術部部長 併任
- 2012年 青島大学医学部附属煙台病院外科・教授 併任
- 2014年 岐阜大学医学部附属病院 先端医療センター副センター長 併任
- 2018年 岐阜大学医学部附属病院長
- 2019年 第57回日本癌治療学会学術集会 会長
- 2022年 国立大学法人東海国立大学機構副機構長、大学総括理事、岐阜大学長